# Roberto Aguirre-Sacasa
Roberto Aguirre-Sacasa (ur. 1973 w Waszyngtonie) − amerykański scenarzysta, autor komiksów i sztuk teatralnych. Znany z pracy dla wydawnictwa Marvel Comics, a także jako autor scenariuszy popularnych seriali telewizyjnych (Glee, Looking). Dyrektor kreatywny komiksowego wydawnictwa Archie Comics.

## Życiorys
Syn nikaraguańskiego dyplomaty; wychowywał się zarówno w Nikaragui, jak i Stanach Zjednoczonych. Pracę licencjacką obronił na Georgetown University, gdzie studiował dramatopisarstwo. Na McGill University zdobył tytuł magistra literatury angielskiej. W 2003 został absolwentem uczelni Yale School of Drama. Jego sztuka The Mystery Plays otrzymała nagrodę z rąk dyrektorów domu kultury John F. Kennedy Center for the Performing Arts.
W 2004 został nawiązał współpracę z wydawnictwem Marvel Comics; jego opowiadanie zamieszczono na łamach jednego z wydań Fantastycznej Czwórki. Postaci superbohaterów z kultowego komiksu Marvela pojawiały się w później w spin-offie jego autorstwa, Marvel Knights 4, wydawanym w latach 2004−2006. Inne komiksy Aguirre-Sacasy to Nightcrawler (2004−2006), The Sensational Spider-Man (vol. 2; 2006−2007), Dead of Night featuring Man-Thing (2008) czy Marvel Divas (2009). Praca przy komiksowym miesięczniku Marvel Knights 4 przyniosła mu w 2006 Nagrodę Harveya.
Aguirre-Sacasa napisał scenariusze horrorów Carrie (2013) i Miasteczko, które bało się zmierzchu (2014). Jako scenarzysta telewizyjny pracował dla koncernów Fox Broadcasting Company (Glee) oraz HBO (Looking, Trzy na jednego). Był też producentem, koproducentem lub koproducentem wykonawczym wszystkich wymienionych seriali.
Jest gejem.